# USS De Haven (DD-469)
USS De Haven (DD-469) — эскадренный миноносец типа «Флетчер», состоявший на вооружении ВМС США. Назван в честь морского офицера и исследователя первой половины XIX века - лейтенанта Эдвина Де Хэвена.

Эсминец был заложен 27 сентября 1941 года на верфи Bath Iron Works, спущен на воду 28 июня 1942 года и сдан в эксплуатацию 21 сентября 1942 года. Первым и единственным командиром корабля был коммандер Чарльз Толман.

## История
28 ноября эсминец пришёл на Тонгатапу. Его задачей было сопровождение транспортов к Гуадалканалу, которые должны были вывезти оттуда морских пехотинцев, находившихся на передовой с момента начала операции в августе. С 7 по 14 декабря он сопровождал транспорты от Гуадалканала. Затем направился в Нумеа. Участвовал в патрулировании южной части Соломоновых островов, предотвращая попытки японцев доставлять подкрепления своим войскам. В январе 1943 года дважды участвовал в обстрелах острова Коломбангара.

1 февраля 1943 года эсминец сопровождал шесть LCT и гидроавианосец к острову Марово близ Гуадалканала. Во второй половине дня De Haven сопровождал два транспорта к их пункту базирования. По радио было получено предупреждение о возможной атаке японских самолётов, участвующих в операции Кэ. Вскоре эсминец обнаружил девять неопознанных самолётов, шесть из которых резко повернули в его сторону. Зенитным огнём экипажу эсминца удалось сбить три самолёта, однако все они успели сбросить бомбы. Корабль получил три прямых попадания, несколько бомб разорвались рядом с корпусом. Одна бомба попала в надстройку, командир корабля был убит. Полученные повреждения оказались очень серьёзными и эсминец быстро затонул примерно в 2 милях к востоку от острова Саво (9°09′ ю. ш. 159°52′ в. д.). Выжившие члены экипажа были подобраны одним из LCT. Погибло 167 человек, 38 получили ранения. Эсминец De Haven стал первым кораблём типа Fletcher, погибшим в ходе боевых действий. Его служба продлилась всего 133 дня.

## Награды
Эсминец был награждён одной звездой за службу.